# Andrea Anders
Andrea Anders, née le 10 mai 1975 à Madison (Wisconsin) est une actrice américaine. Elle est essentiellement connue pour ses rôles d'Alex Garrett dans la sitcom Joey, spin-off de la série Friends, et de Nicole Allen dans La Classe. Elle est également à l'affiche de la série Mr. Sunshine aux côtés de Matthew Perry.

## Filmographie

### Cinéma
- 2004 : Et l'homme créa la femme : Heather
- 2005 : Never Been Thawed (en) de Sean Anders
- 2008 : Sex Drive : Mandy
- 2014 : Un berceau sans bébé : Trish
- 2016 : Is That a Gun in Your Pocket? : Jenna Keely
- 2017 : Very Bad Dads 2 : Principale Hayes
- 2018 : Apprentis parents : Jessie
- 2019 : Nancy Drew and the Hidden Staircase : Hannah Gruen
- 2022 : Spirited : L'Esprit de Noël (Spirited) de Sean Anders

### Télévision

#### Séries télévisées
- 2001 : New York, police judiciaire : Emily Hoyt
- 2003 : Tru Calling : Chris
- 2003 : Oz : Donna Degenhart (5 épisodes)
- 2004 : Tru Calling : Compte à rebours : Cathy / Chris Barronson
- 2004–2006 : Joey : Alex Garrett (46 épisodes)
- 2006 : La Classe : Nicole Allen (19 épisodes)
- 2007 : Numb3rs : Rena Vining
- 2009–2010 : Better Off Ted : Linda Swordling (26 épisodes)
- 2010–2011 : Mr. Sunshine : Alice (13 épisodes)
- 2011 : La Diva du divan (Necessary Roughness) : Laura Radcliffe (4 épisodes)
- 2014–2015 : About a Boy : Joanne (3 épisodes)
- 2014–2015 :  Modern Family : Amber (4 épisodes)
- 2014 : Un berceau sans bébé : Trish
- 2016 : Speechless : Audrey
- 2018 : Appartements 9JKL : Lauren
- 2019 : The Good Fight : Sheryl Lamore (2 épisodes)
- 2019 : Mr. Mom : Megan Anderson (11 épisodes)
- 2019 : Young Sheldon : Linda, la mère de Paige (5 épisodes)
- 2020–2021 : Ted Lasso : Michelle Lasso (3 épisodes)
- 2021 : Big Shot : Arielle
- 2021 : Cruel Summer : Joy Wallis (10 épisodes)
- 2023 : That '90s Show : Sherri (5 épisodes)
- 2023 : How to Be a Bookie : Sandra

#### Téléfilms
- 2003 : Spellbound
- 2009 : The Big D : Jane Dupree
- 2012 : Lady Friends : Nicole Lambert
- 2013 : Divorce : A Love Story : Robin
- 2014 : Cuz-Bros : Stacey
- 2015 : The Half of It :
- 2015 : How We Live : Natalie Harris
- 2016 : Crunch Time : Emily

## Voix françaises
En France, Véronique Picciotto est la voix française régulière de Sherri Saum depuis la série Joey en 2004.
En France